# دوردور زدن

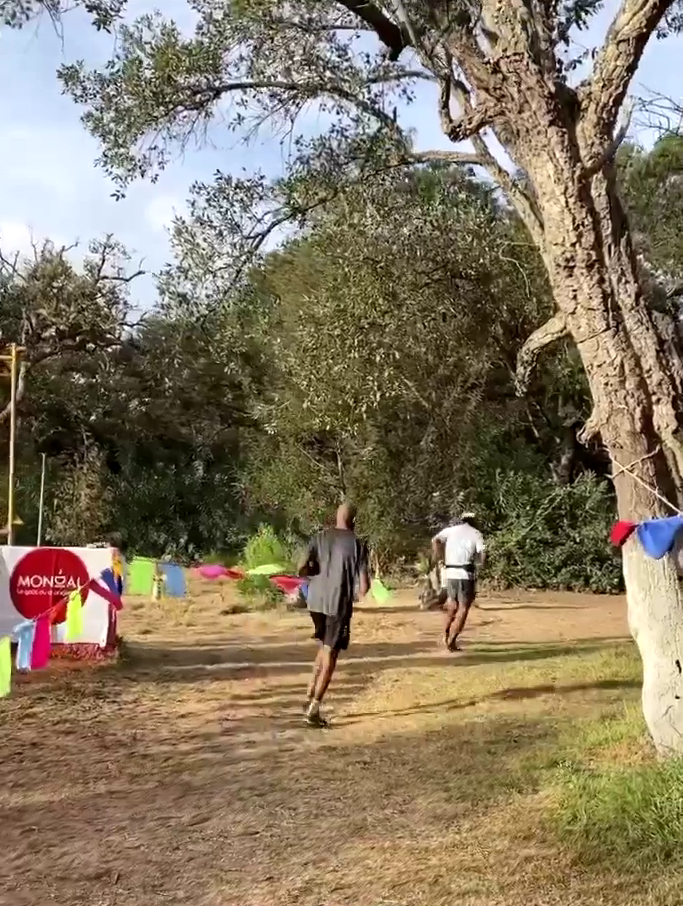
نمایی از یک مسابقهٔ دوردور زدن در سال ۲۰۲۳

دوردور زدن نوعی مسابقه فراماراتن است که در آن رقبا باید به‌طور متوالی مسافت ۶۷۰۶ متر (۴٫۱۶۷ مایل) را در کمتر از یک ساعت بدوند. با اتمام هر دور، مدت زمان باقیمانده از آن یک ساعت معمولاً برای بازیابی مسابقه ساعت بعد استفاده می‌شود.

## توصیف
دقیقاً یک ساعت پس از اولین زمان شروع سگچرخ، رقبا درمجموع ۶۷۰۶ متر را با پنجره یک-ساعته (فرصت یک ساعته) برای اتمام طی می‌کنند. این مسافت حلقوی هر یک ساعت تکرار می‌شوند. این مسابقه هنگامی پایان می‌یابد که آخرین دونده یا دونده‌ها در بازه زمانی تعیین شده تسلیم شوند یا نتوانند این مسافت را به پایان برسانند.
مسافتی که دونده‌ها هر ساعت مسابقه می‌دهند  {\displaystyle {\tfrac {100}{24}}} مایل یا ۶۷۰۵٫۶ متر ثابت است که سپس به ۶۷۰۶ متر گِرد می‌شود. مسافت کلی توسط رقیبی که ۲۴ دور کامل را می‌دود، دقیقاً ۱۰۰ مایل است. مسابقات سگچرخ معمولاً در یک حلقه به ابعاد ۶۷۰۶ متر برگزار می‌شود، هرچند در سوئد برخی از آنها در پیست ۴۰۰ متری برگزار شده‌اند.
اگر هیچ رقیبی یک دور بیشتر از سایرین نگردد، همه ورزشکاران یک پانت («پایان نگرفت») دریافت می‌کنند و هیچ برنده‌ای وجود ندارد. در سوئد، سریع‌ترین کامل کننده دور قبلی، برنده شناخته می‌شود.

## پیوندهای وب
- Big Dog's Backyard Ultra: سخت‌ترین و عجیب‌ترین مسابقه‌ای که تاکنون نامش را نشنیده‌اید (BBC Sport، ۲۱ آوریل ۲۰۲۱)